# Jonas Grosch

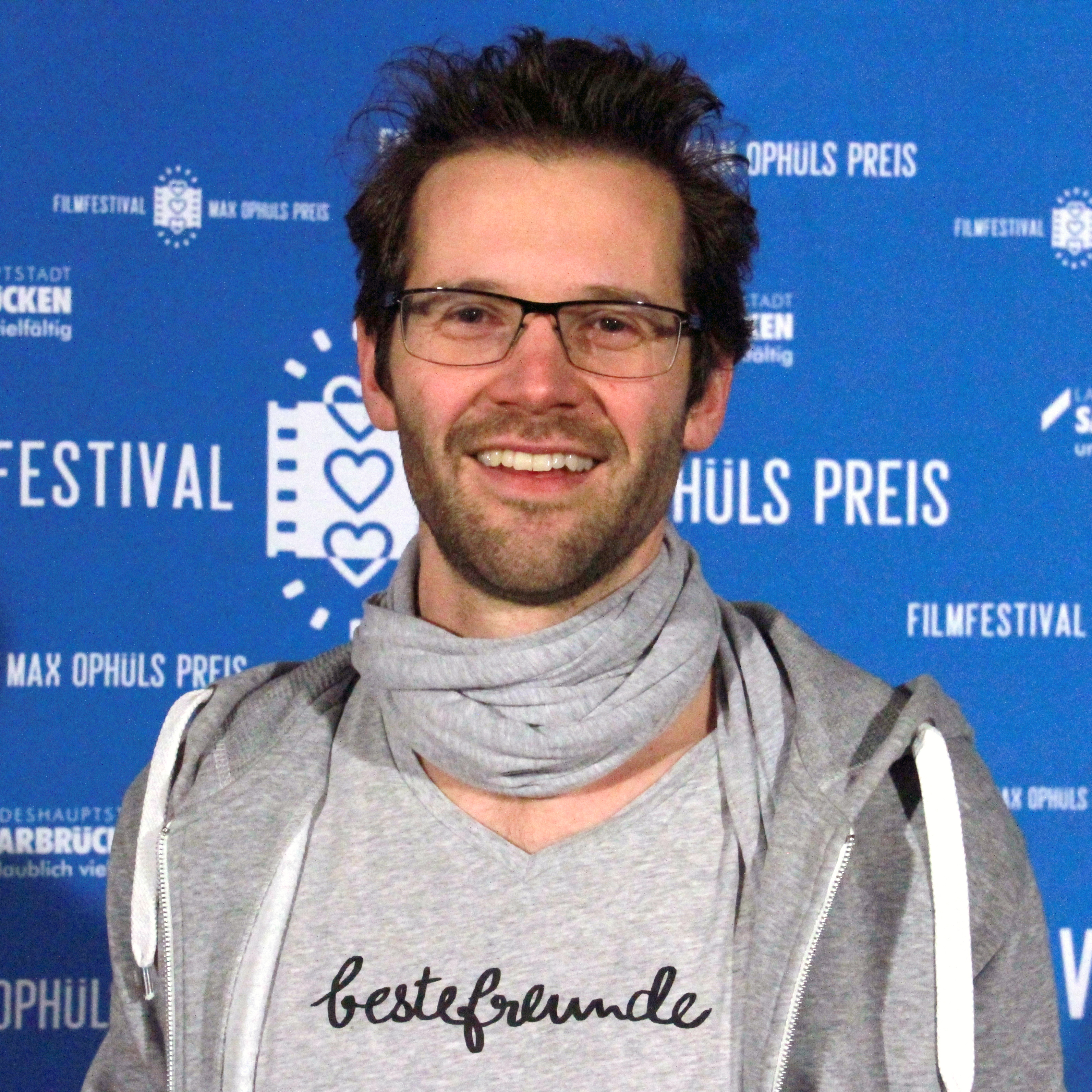
Jonas Grosch auf dem Max-Ophüls-Festival 2015

Jonas Grosch (* 25. November 1981 in Freiburg im Breisgau) ist ein deutscher Filmregisseur und Drehbuchautor.

## Leben
Jonas Grosch studierte zunächst Komparatistik und Philosophie, dann Drehbuch/Dramaturgie an der Hochschule für Film und Fernsehen Potsdam (HFF). 2007 gab er mit der Erstaufführung des Dokumentarfilms Der Weiße mit dem Schwarzbrot sein Debüt, 2008 war dieser Film erstmals in deutschen Kinos zu sehen. 2009 folgte sein erster Spielfilm Résiste – Aufstand der Praktikanten, der zugleich sein Abschlussfilm an der HFF war.
Jonas Grosch ist der Sohn von Sabine Wackernagel und Bruder von Katharina Wackernagel, mit der er neun Jahre in einer Wohngemeinschaft in Berlin zusammenlebte. Sein Onkel, über den er den Dokumentarfilm Der Weiße mit dem Schwarzbrot realisiert hat, ist Christof Wackernagel.
Seit 2020 konzentriert sich Jonas Grosch vermehrt auf das Führen von Regie. Nach der Serie Mirella Schulze rettet die Welt (2020, Autor: Ralf Husmann) und der 3. Staffel von Frau Jordan stellt gleich (2021, Autor: Ralf Husmann), führt er gemeinsam mit Lars Jessen bei der RTL+ Mini-Serie Legend of Wacken (2022/23) Regie. Die Serie erzählt von dem Gründungsmythos des weltberühmten Heavy Metal Festival Wacken Open Air, deren Festivalgründer Holger Hübner und Thomas Jensen von Charly Hübner und Aurel Manthei gespielt werden.
2023 dreht er als Regisseur mit Heinz Strunk und Marc Hosemann die Serie Last Exit Schinkenstraße, über zwei erfolglose Musiker, die am Ballermann ihr Glück versuchen wollen.

## Filmografie (Auswahl)
- 2005: Bonnie und Veit (Regie)
- 2007: Der Weiße mit dem Schwarzbrot (Drehbuch, Regie, Produktion)
- 2008: Polska Love Serenade (Drehbuch mit Monika Anna Wojtyllo)
- 2009: Résiste – Aufstand der Praktikanten (Drehbuch und Regie)
- 2010: Eine Band für die Ewigkeit (Dokumentarfilm; Drehbuch und Regie)[4]
- 2011: Die letzte Lüge (Drehbuch, Regie, Co-Produktion)
- 2012: A Silent Rockumentary (Dokumentarfilm; Drehbuch, Regie, Co-Produktion)
- 2014: Bestefreunde (Buch und Regie gemeinsam mit Carlos Val, Co-Produzent)[5]
- 2018: Wenn Fliegen träumen (Drehbuch; Regie Katharina Wackernagel)
- 2020: Mirella Schulze rettet die Welt (Regie)[6]
- 2021: Frau Jordan stellt gleich, Staffel 3 (Regie)[7]
- 2023: Legend of Wacken (Regie gemeinsam mit Lars Jessen)
- 2023: Last Exit Schinkenstrasse[8]

## Auszeichnungen
- 2009: First-Steps-Award-Nominierung in der Kategorie Abendfüllende Spielfilme für Résiste – Aufstand der Praktikanten

## Belege
1. ↑  Katharina Wackernagel: Die Antwort auf die Anpassung EMMA, Ausgabe März/April 2006
2. ↑  
Leslie Brook: Wenn Mütter ihr Baby nicht lieben. In: Rheinische Post. 24. Oktober 2012, abgerufen am 24. Oktober 2012.
3. ↑  Philip Volkmann-Schluck: Kommissarin Wackernagel twittert nicht beim Fernsehen. In: morgenpost.de. 25. August 2014, abgerufen am 11. Februar 2024.
4. ↑  Das Konzert für die Ewigkeit. Doppel-DVD-Beschreibung. The Busters, abgerufen am 1. April 2020.
5. ↑  bestefreunde. In: filmfest-biberach.de. Archiviert vom Original (nicht mehr online verfügbar) am 2. Dezember 2014; abgerufen am 26. November 2014.
6. ↑  Mirella Schulze rettet die Welt - Episodenguide und News zur Serie. Abgerufen am 1. April 2024.
7. ↑  Frau Jordan stellt gleich - Streams, Episodenguide und News zur Serie. Abgerufen am 1. April 2024.
8. ↑  Last Exit Schinkenstraße - Episodenguide und News zur Serie. Abgerufen am 1. April 2024.

| Personendaten    | Personendaten           |
| ---------------- | ----------------------- |
| NAME             | Grosch, Jonas           |
| KURZBESCHREIBUNG | deutscher Filmregisseur |
| GEBURTSDATUM     | 25. November 1981       |
| GEBURTSORT       | Freiburg im Breisgau    |